# Chilillos
Chilillos är en ort i Mexiko.   Den ligger i kommunen Rosario och delstaten Sinaloa, i den centrala delen av landet, 800 km nordväst om huvudstaden Mexico City. Chilillos ligger 29 meter över havet och antalet invånare är 536.
Terrängen runt Chilillos är platt västerut, men österut är den kuperad. Runt Chilillos är det glesbefolkat, med 15 invånare per kvadratkilometer. Närmaste större samhälle är Escuinapa de Hidalgo, 19,5 km söder om Chilillos. I omgivningarna runt Chilillos växer i huvudsak lövfällande lövskog.